# شاپور رحیمی
شاپور رحیمی (زادهٔ ۱۳۲۶ در تهران) خواننده و نوازنده عود، مدیر سابق مرکز حفظ و اشاعه موسیقی است.

## زندگی هنری
شاپور رحیمی (محمد رحیمی) در سال ۱۳٣۵ در برنامهٔ کودک رادیو ایران به‌عنوان خواننده فعالیت هنری خود را آغاز کرد. سپس نزد اسماعیل مهرتاش به یادگیری ردیف وی پرداخت و پس از آن از محضر محمود کریمی، ادیب خوانساری، محمدرضا شجریان، عبدالله دوامی، نورعلی برومند بهره برد. سبک خوانندگی وی تحت تأثیر محمود کریمی است که ۱۸ سال شاگرد وی بوده‌است.
شاپور رحیمی ردیف‌های سازی و نواختن عود (بربط) را نیز نزد نصرالله زرین پنجه و منصور نریمان فرا گرفته‌است و مدرک دانشگاهی او کارشناسی عود است.
در سال ۱۳۹۲ مدرک درجه یک هنری به او اعطاء شد.

## تدریس
شاپور رحیمی از سال ۱۳۴۹ به امر تدریس و آموزش در دانشگاه تهران، دانشگاه شهید بهشتی، دانشگاه علامه طباطبایی، هنرستان ملی موسیقی و هم‌چنین مرکز حفظ و اشاعهٔ موسیقی (وابسته به صداوسیما) پرداخته‌است.
از شاگردان او می‌توان به رضا رضایی پایور، علی خدایی، سجاد پورقناد، همایون کاظمی،احمد عسکری نیا،[[[ محسن کاظمی دره بيدي]]]، رامین بحیرایی، محمد حسام آذربایجانی (سنتی )علی تفرشی ، علی شیرازی (خواننده سنتی)  اشاره کرد.

## مدیریت مرکز حفظ و اشاعه موسیقی
شاپور رحیمی به مدت چهار سال مدیریت مرکز حفظ و اشاعه موسیقی را عهده‌دار بود.

## آثار
سه آلبوم از شاپور رحیمی تا کنون منتشر شده‌است که به شرح زیرند:
- شکوفه‌های جاویدان با آهنگسازی جلیل عندلیبی
- گل‌افشان با آهنگسازی جلیل عندلیبی
- فصل ایثار[۶]